# Nigeria na Letnich Igrzyskach Olimpijskich 1968
Nigerię na Letnich Igrzyskach Olimpijskich 1968 reprezentowało 36 zawodników: 31 mężczyzn i 5 kobiet. Był to 5. start reprezentacji Nigerii na letnich igrzyskach olimpijskich.
Najmłodszym nigeryjskim zawodnikiem był 18-letni bokser, John Dadigi, zaś najstarszym 30-letni lekkoatleta, Samuel Igun.

## Skład reprezentacji

### Boks
Mężczyźni
- Gabriel Ogun – waga papierowa (-49 kg) – 5. miejsce
- John Dadigi – waga kogucia (-54 kg) – 33. miejsce
- Jonathan Dele – waga lekka (-60 kg) – 17. miejsce
- Fidelis Onye Som – waga półśrednia (-67 kg) – 17. miejsce
- Fatai Ayinla-Adekunle – waga półciężka (-81 kg) – 5. miejsce

### Lekkoatletyka
Mężczyźni
- Kola Abdulai – bieg na 100 m
- Robert Ojo – bieg na 100 m
- David Ejoke – bieg na 200 m
- Musa Dogon Yaro – bieg na 400 m
- Mamman Makama – bieg na 400 m
- Anthony Egwunyenga – bieg na 400 m
- Martin Ande – maraton – 54. miejsce
- Kola Abdulai, Robert Ojo, Timon Oyebami i Benedict Majekodunmi – 4 × 100 m
- Musa Dogon Yaro, Mamman Makama, Anthony Egwunyenga i David Ejoke – 4 × 400 m
- Samuel Igun – trójskok – 28. miejsce

Kobiety
- Oyeronke Akindele
  - bieg na 100 m
  - bieg na 200 m
- Olajumoke Bodunrin
  - bieg na 100 m
  - bieg na 400 m
- Oyeronke Akindele, Olajumoke Bodunrin, Janet Omorogbe, Mairo Jinadu – 4 × 100 m
- Violet Odogwu – skok w dal – 9. miejsce

### Piłka nożna
Mężczyźni
- Abdul Ganiyu Salami, Anthony Igwe, Augustine Ofuokwu, Clement Obojememe, Fred Aryee, Joseph Aghoghovbia, Kenneth Olayombo, Olumuiywa Oshode, Olusegun Olumodeji, Paul Hamilton, Peter Anieke, Peter Fregene, Samuel Opone, Sebastian Brodrick, Samuel Okoye Garba, Mohammed Lawal – 13. miejsce